# Xantusia arizonae
Xantusia arizonae là một loài thằn lằn trong họ Xantusiidae. Loài này được Klauber mô tả khoa học đầu tiên năm 1931.